# Rupert Gießler

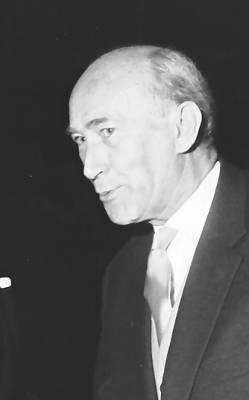
Rupert Gießler (1959)

Rupert Gießler (* 23. September 1896 in Mannheim; † 15. Oktober 1980 in Freiburg) war ein deutscher Journalist, NS-Opfer und Mitbegründer der Badischen Zeitung.

## Herkunft, Ausbildung und berufliche Anfänge
Rupert Gießler wurde geboren als Sohn des späteren Landgerichtsdirektors Franz Joseph Gießler. Im Ersten Weltkrieg geriet er in Kriegsgefangenschaft. Nach der Rückkehr begann er mit dem Studium der Philosophie und Jurisprudenz, zu dessen Abschluss er 1925 an der Universität Freiburg zum Dr. phil. promoviert wurde. Anschließend trat er als Feuilletonredakteur in die Redaktion der zentrumsnahen Freiburger Tagespost ein, wo er später auch im politischen Ressort tätig war. Im Jahr 1928 heiratete er die aus einer jüdischen Familie stammende Irmgard Freytag, die noch vor der Hochzeit zum katholischen Glauben ihres künftigen Ehemannes konvertierte. 1936 wurde ihre gemeinsame Tochter Ursula geboren.

## Benachteiligung und Verfolgung
Nach 1933 hatte Gießler verschiedentlich mit Behinderungen durch das nationalsozialistische Regime zu kämpfen, bis er 1939 mit Berufsverbot belegt wurde, kurz bevor Ende Februar 1940 die Freiburger Tagespost wegen angeblichen Papiermangels ihr Erscheinen einstellen musste. Nach einer Zeit der Arbeitslosigkeit konnte er zum 1. November 1940 im mittlerweile durch die deutsche Wehrmacht besetzten Elsass im Alsatia-Verlag in Colmar auf Vermittlung von dessen Verleger, Joseph Rossé, eine Anstellung als Lektor und Abteilungsleiter finden, die nach außen hin als Sekretär getarnt wurde. Der Alsatia-Verlag galt als Zentrum des katholischen Widerstandes im Elsass, in dem unter anderem Schriftsteller wie Reinhold Schneider publizierten. Mehrfach konnte Joseph Rossé in jener Zeit Rupert Gießler vor dem Zugriff durch die Gestapo bewahren.
Nachdem die Sicherheit der Familie vor der Verfolgung durch die NS-Behörden in Freiburg nicht mehr gewährleistet war, wurde die Tochter Ursula im Hochsommer 1944 von einer Freundin der Familie mit dem Fahrrad nach Stegen ins Ordenshaus der Herz-Jesu-Priester gebracht, wo der Rektor des Klosters, Pater Heinrich Middendorf, später geehrt als Gerechter unter den Völkern, sie im Kinderheim unterbrachte, bis kurze Zeit später ihre Mutter nachkommen konnte. Irmgard Gießler arbeitete in Middendorfs Büro als Sekretärin, um als Angestellte des Hauses zu gelten. Rupert Gießler besuchte seine Familie oft in Stegen, so auch am 27. November 1944, als Freiburg bombardiert wurde. Beinahe wäre er mit dem Fahrrad in diesen Angriff hinein gefahren, wenn er nicht noch die Andacht der Klostergemeinschaft in der Kapelle hätte abwarten wollen, um sich zu verabschieden. Den Einmarsch der Franzosen erlebte Gießler ebenfalls in Stegen und wirkte dort in den kommenden Wochen als glaubwürdiger Dolmetscher zwischen den Besatzungstruppen und der Ordensgemeinschaft.

## Neubeginn nach dem Zweiten Weltkrieg
Bereits kurz nach Ende des Zweiten Weltkrieges gehörte Gießler am 5. September 1945 zusammen mit Heinrich Rombach, dem ehemaligen Herausgeber der Freiburger Tagespost, zu den Gründern der Freiburger Nachrichten, der ersten in Freiburg durch die französische Besatzungsmacht lizenzierten Tageszeitung. Diese wiederum ging am 1. Februar 1946 in der neu gegründeten, stärker überregional orientierten Badischen Zeitung auf, die zu den auflagenstärksten Blättern Südwestdeutschlands gehörte und sich als unabhängige Tageszeitung mit christlicher Grundhaltung verstand. Hier arbeitete Gießler bis 1965 als verantwortlicher Redakteur und Leiter des Feuilletons.
Gemeinsam mit Gertrud Luckner und anderen engagierten Katholiken gründete er 1948 den Freiburger Rundbrief, eine Zeitschrift für den christlich-jüdischen Dialog.

## Überregionales Engagement
Seit 1946 wirkte Gießler im Vorstand des neu gegründeten Deutschen Presseverbandes Baden und war von 1953 bis 1965 Vorsitzender des Deutschen Journalisten-Verbandes (DJV). Am 20. November 1956 gehörte Gießler zu den zehn Gründern des Deutschen Presserates, als dessen erster Sprecher er ab 1965 wirkte. Auf dem 1. Deutschen Journalistentag am 24. März 1960 in Berlin wurde Gießler als dessen Präsident bestätigt; zudem fungierte er als Mitglied im Rundfunkrat des Südwestrundfunks.

## Ehrungen
- Großes Bundesverdienstkreuz (1959)
- Ehrenvorsitzender des Deutschen Journalistenverbandes (1965)
- Großes Bundesverdienstkreuz mit Stern (1973)

## Werke (Auswahl)
- Die Gemälde von Willy Oeser. Mannheim 1928
- Die geistliche Lieddichtung der Katholiken im Zeitalter der Aufklärung. in: Schriften zur deutschen Literatur, Bd. 10, B. Filser, Augsburg 1929.
- Zehn Jahre Deutscher Presserat. Bonn-Bad Godesberg: Dt. Presserat 1966.